# Parque nacional de Khao Laem
El Parque nacional de Khao Laem es un área protegida del centro de Tailandia, en la provincia de Kanchanaburi. Se extiende por 1.497 kilómetros cuadrados. Se ubica en la parte septentrional de los montes Tenasserim y forma parte del Complejo forestal occidental, un sistema de selva protegida en la zona Dawna-montes Tenasserim de Tailandia occidental. El parque nacional Khao Laem es uno de los cinco parques nacionales que se crearon para celebrar el 60.º aniversario del rey el 5 de diciembre de 1987. El 67.º parque nacional fue establecido completamente en 1991.
La cordillera de Tanao Si queda en dirección norte-sur con una altitud media de 950 m s. n. m., yendo desde los 100 hasta los 1.700 m.